# Effusimentum petiolatum
Effusimentum petiolatum là một loài ruồi trong họ Tachinidae.